# ويليام إف. راسيل
ويليام إف. راسيل هو سياسي أمريكي، (ولد في كارولاينا الشمالية في الولايات المتحدة 1805  م).